# Thècle du kermès
Satyrium esculi
Espèce
La Thècle du kermès (Satyrium esculi) est une espèce de lépidoptères de la famille des Lycaenidae et de la sous-famille des Theclinae.

## Dénomination
Satyrium esculi a été décrité par Jakob Hübner en 1804.
Au sein du genre Satyrium, l'espèce est placée dans le sous-genre Nordmannia.
Synonyme : Thecla esculi Hübner, 1804.

### Sous-espèce et formes
- Satyrium esculi mauretanica Staudinger, 1892 – en Algérie et au Maroc.
- Satyrium esculi f. powelli – forme présente en Afrique du Nord.
- Satyrium esculi f. ilioides – forme présente en Espagne.

### Noms vernaculaires
- en français : la Thècle (ou Thécla) du kermès
- en anglais : False Ilex Hairstreak
- en espagnol : Querquera

## Description
C'est un petit papillon au dessus marron, avec une queue aux postérieures, et chez la femelle une discrète marque cuivrée aux antérieures. Chez les femelles des formes powelli et ilioides, l'aile antérieure est cuivre bordée de marron et l'aile postérieure possède une ligne submarginale de taches orange.
Le revers est de couleur marron orné d'une fine ligne blanche et de taches prémarginales orange soulignées de noir.

## Biologie
Les chenilles sont soignées par les fourmis Crematogaster cruentatus.

### Période de vol et hivernation
Il vole en une génération entre mai et août suivant les localisations.

### Plantes-hôtes
Ses plantes-hôtes sont des chênes, notamment Quercus ilex et Quercus coccifera,.

## Écologie et distribution
L'espèce est présente en Afrique du Nord (Tunisie, Algérie et Maroc), en Espagne, au Portugal, dans le Sud de la France et dans les îles Baléares à Ibiza et Majorque,.
En France métropolitaine, elle a été recensée dans quinze départements méditerranéens (Pyrénées-Orientales, Aude, Tarn, Hérault, Aveyron,  Gard, Lozère,Ardèche, Drôme, Bouches-du-Rhône, Vaucluse, Var, Isère, Alpes-de-Haute-Provence et Alpes-Maritimes).

### Biotope
C'est un lépidoptère des bois à feuillus clairsemés.

### Protection
Pas de statut de protection particulier au niveau national.